# 小行星5339
小行星5339（英語：5339）是一颗围绕太阳公转的小行星。1992年2月4日，T. Hioki、早川修司在奥多摩町发现了此天体。
这颗小行星的绝对星等为158.83990等。